# Besançon Hugues
Pour les articles homonymes, voir Besançon (homonymie) et Hugues.
Besançon Hugues (parfois orthographié Bezançon Hugues ou Bezanson Hugues), né vers 1482 (selon la plaque posée rue de la Tour de Boël à Genève), et mort en 1532, est un négociant et homme politique genevois, membre du Grand Conseil de Genève et l'un des principaux acteurs de la rébellion contre le régime de la dynastie savoyarde qui conduit à l'indépendance de Genève en 1526.

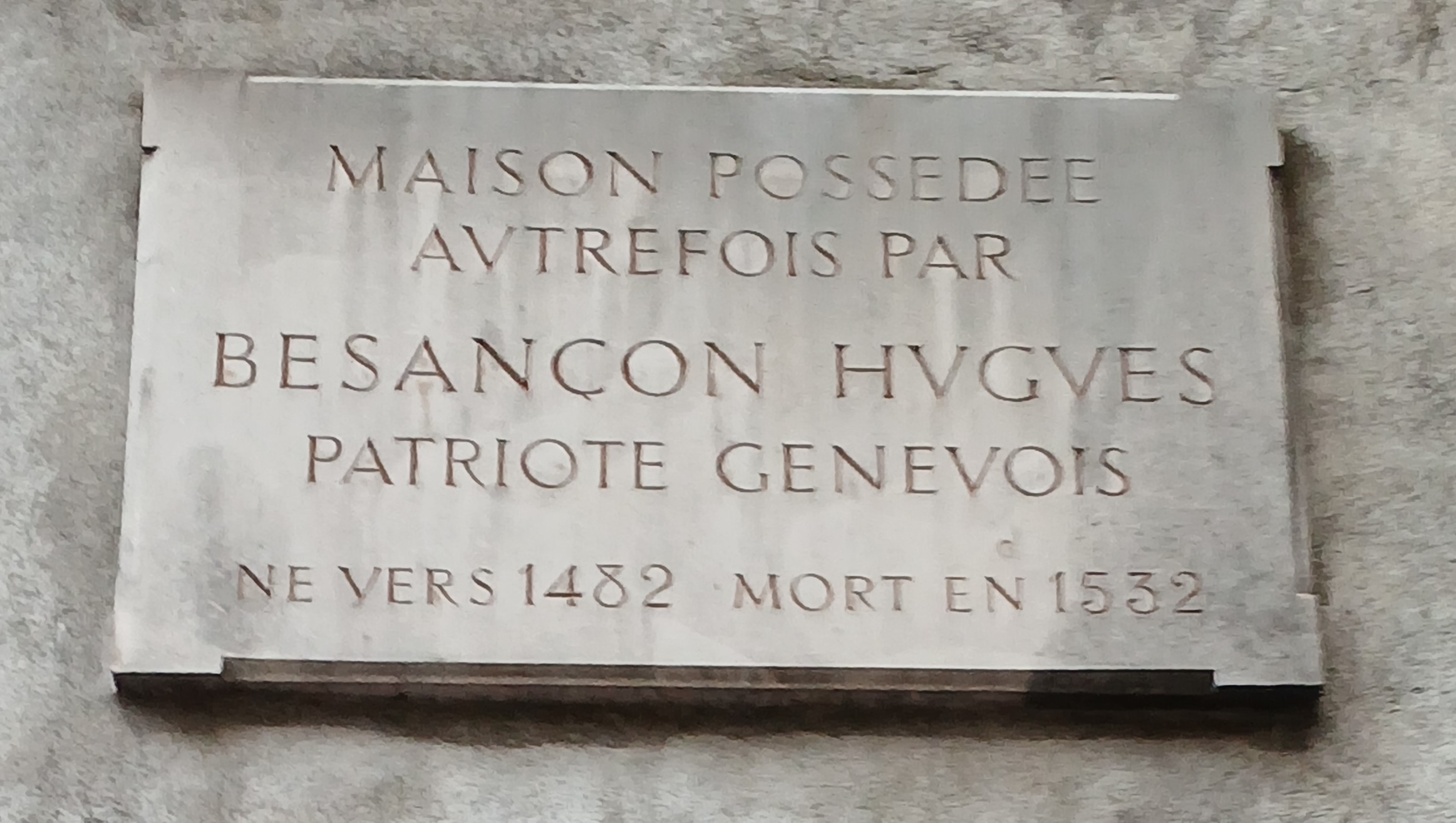
Plaque en vieille ville de Genève

## Biographie
Il est le fils de d'Andrea Blancmantel et d'un pelletier prénommé Conrad qui avait passé sa jeunesse à Zurich et avait pris part à la bataille de Morat (1476) dans les troupes zurichoises. Son bisaïeul, Pierre Hugues de Copponex, avait obtenu la bourgeoise de Genève en 1429. En 1501 Besançon Hugues épouse Clauda de Fernex, la fille de Jean de Fernex, syndic de Genève.

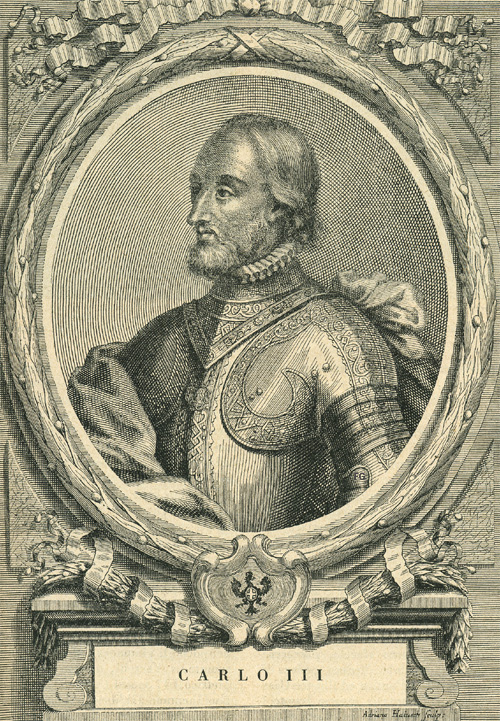
Le duc Charles II de Savoie (souvent appelé Charles III « le Bon») a été l'un des principaux adversaires politiques de Besançon Hugues.

Le 4 juillet 1513, avec cinq compatriotes qui s'étaient opposés aux abus de pouvoir du duc Charles II de Savoie (1486-1553), il obtient la bourgeoisie de Fribourg. Il entre au Petit Conseil de Genève en 1515 et prend la tête du parti des Eidguenots en 1517. Syndic en 1518 et 1528, il fait voter au Conseil général en 1519 un traité de combourgeoisie avec Fribourg, bientôt rompu sous la menace armée du duc Charles. Il est ensuite écarté du pouvoir et déchu de sa bourgeoisie jusqu'en 1522, lorsqu'il est nommé capitaine général de Genève.
Il est un partisan de Philibert Berthelier et de la faction indépendantiste du Grand Conseil de Genève. Après l'invasion de Genève par les troupes de Savoie en septembre 1525, il s'enfuit à Fribourg, où il poursuit la rébellion. Celle-ci est finalement couronnée de succès l'année suivante. À la suite du renversement du pouvoir savoyard sur Genève, il s'efforce  de protéger l'Église catholique de Genève et d'empêcher la propagation de la réforme protestante dans sa ville. 
Après l'accès à l'indépendance en 1526, il soutient la tenue d'un procès équitable pour les partisans de la dynastie savoyarde à Genève (les Mammelus). Vers 1527, il amorce un rapprochement avec la faction protestante à Genève, tout en restant fidèle à l'Église catholique et à l'évêque de Genève. Le 20 février 1532, il démissionne de son siège au Grand Conseil de Genève et meurt de maladie peu après. À la suite de sa démission, il avait envisagé de rétablir l'autorité de l'évêque catholique de Genève, Pierre de La Baume, mais il meurt avant d'y parvenir. 
Son frère Guillaume Hugues était également membre du grand conseil, mais était plus conciliant avec les protestants. 
Lorsqu'il démissionne de son poste en 1532, il invoque le motif de problèmes familiaux, mais certains chercheurs  ont suggéré que la véritable raison en était son incapacité à coopérer avec les protestants.

## Postérité

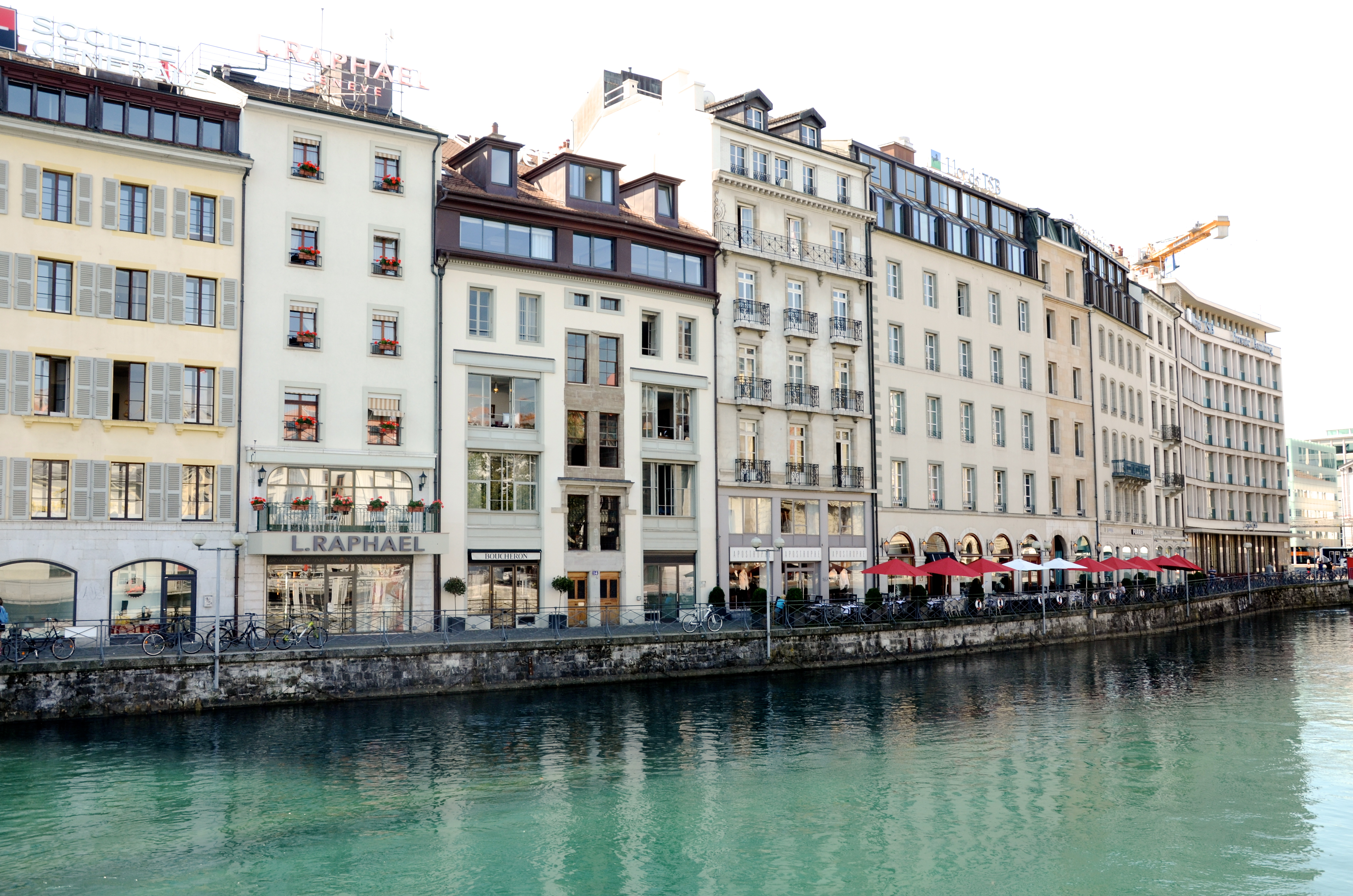
Une vue du quai Bezanson-Hugues à Genève (2013).

Un quai de la rive méridionale (gauche) du Rhône à Genève, immédiatement après sa sortie du lac Léman au pont du Mont-Blanc est nommé en son honneur « Quai Bezanson-Hugues ».